# Adesmia triphylla
Adesmia triphylla là một loài thực vật có hoa trong họ Đậu. Loài này được (Speg.) Burkart miêu tả khoa học đầu tiên năm 1939.